# Otto Heller (Eishockeyspieler)
Otto Heller (* 30. November 1914 in Luzern; † nach 1961) war ein Schweizer Eishockeyspieler auf der Position des Centers.

## Karriere
Otto Heller nahm für die Schweizer Eishockeynationalmannschaft an den Olympischen Winterspielen 1936 in Garmisch-Partenkirchen teil. Ausserdem stand er bei den Weltmeisterschaften 1935 und 1938 für die Eidgenossen auf dem Eis.
Auf Vereinsebene war Heller für den SC Bern, EHC Arosa und HC Château-d’Oex aktiv.